# Ogiński-Palast in Siedlce
Der Ogiński-Palast in Siedlce (polnisch Pałac Ogińskich w Siedlcach) ist ein vor 1730 errichtetes Barockschloss in Siedlce, östlich von Warschau in der polnischen Woiwodschaft Masowien.

## Geschichte
Der Palast wurde vor 1730 von Kazimierz Czartoryski Siedlce in Masowien gehört. Er liegt 50 km östlich der Weichsel. Zuvor befand sich hier ein Gutshaus, das 1698 urkundlich erwähnt wurde. Der Barockbau wurde von Kazimierz Sohn Michał Fryderyk Czartoryski in den Jahren 1769–1770 im klassizistischen Stil ausgebaut. Dessen Witwe Aleksandra Ogińska führte die Arbeiten unter der Leitung von Stanisław Zawadzki in den Jahren 1779–1781 fort. Sie empfing hier 1783 und 1793 ihren engen Verwandten, den polnisch-litauischen König Stanislaus II. August Poniatowski. Zu ihren Gästen auf dem Schloss zählten auch Tadeusz Kościuszko, Franciszek Karpiński, Julian Ursyn Niemcewicz und Franciszek Dionizy Kniaźnin. Sie unterhielt eine Theatertruppe auf dem Schloss, die Stücke der französischen und polnischen Aufklärung aufführte. Nach ihrem Tod erbte ihre Nichte Izabela Czartoryska die Güter, tauschte sie jedoch gegen Ländereien um Lublin. Der Palast ging in Staatseigentum über. Während des Zweiten Weltkriegs brannte das Schloss 1944 ab und wurde bis 1950 wieder aufgebaut. Seit 2006 hat hier die Natur- und Geisteswissenschaftliche Universität Siedlce ihren Sitz.